# Charles Lebeau
Pour les articles homonymes, voir Lebeau.
Charles Lebeau, (Viesville, 1er août 1812 - Enghien-les-Bains, 11 août 1882), est un homme politique belge, industriel et avocat, membre du Parti libéral. Il a été bourgmestre de Charleroi de 1851 à 1873.

## Biographie
Charles Louis Joseph Lebeau, né le 1er août 1812 à Viesville au nord de Charleroi, a des origines familiales modestes. Il est le fils de Jean-Louis Lebeau, forgeron, et de Reine Delplanque. Il est le beau-père d’Arthur Lescarts, député et bourgmestre de Mons et d’Émile Balisaux, sénateur de Charleroi.
Charles Lebeau encore adolescent, s’initie à la procédure judiciaire comme clerc dans l’étude de Félix Isaac, avocat-avoué à Charleroi,. Ce poste n’est toutefois pas à la hauteur de ses ambitions. Après deux années d’études universitaires en droit à Liège et Louvain , il obtient un doctorat en droit en 1835. Il fait son stage d’avocat à Bruxelles avant de se fixer définitivement à Charleroi et débute au barreau de Charleroi en 1836. Cette même année, il se marie avec Thérèse Lemaire, originaire de Charleroi. De 1836 à 1851, cinq enfants naissent de cette union.
Au barreau de Charleroi, son talent oratoire, son esprit judicieux et son jugement sain le font rapidement remarquer. Parallèlement à ses activités professionnelles, il rejoint le parti libéral ainsi que la loge maçonnique « L’Avenir et l’Industrie » de Charleroi dont il devient le « vénérable maître »,.

### Vie professionnelle

#### Entrepreneur et banquier
En 1849, il tire parti de la situation favorable des gisements houillers que plusieurs sociétés avaient vainement tenté d’exploiter avec succès. Il achète le charbonnage des Ardinoises à Gilly, point de départ de son immense fortune et de l’acquisition ou la création de nombreuses sociétés industrielles principalement dans la région de Charleroi. Il devient ainsi président et/ou administrateur des Charbonnages du Centre de Gilly, des Hauts Fourneaux et Usines du Midi de Charleroi, des Houillères unies du Bassin de Charleroi, de la société Hanrez de Monceau-sur-Sambre, des Charbonnages de Pâturages et Wasmes, des Verreries de Charleroi et des Sucreries de Fleurus. En 1860, il fonde avec son gendre Émile Balisaux et plusieurs industriels de la région la Banque de Charleroi,.

#### Homme politique
Il est élu conseiller communal de Charleroi en mai 1851 et, dans la foulée, bourgmestre en octobre 1851. Dès son entrée au Conseil communal, il acquiert une grande autorité morale s’appuyant sur son savoir juridique et son expérience des affaires. Il rétablit l'ordre dans les finances de la ville de Charleroi et s’attache à maintenir la paix sociale dans un contexte social troublé. Il jouit d'une grande popularité due à ses activités philanthropiques et démocratiques et honore les associations culturelles et folkloriques ainsi que les artistes carolorégiens.
Le 10 décembre 1857, il est élu député à la Chambre des représentants pour l'arrondissement de Charleroi et réélu trois fois jusqu’en juin 1870, année où il entre au Sénat et y siège jusqu’en 1874,. Dans le cadre de ses mandats nationaux, il contribue à l’essor économique de la région de Charleroi en initiant ou soutenant les propositions visant à améliorer des infrastructures de transport par chemin de fer et par voie fluviale.
Après la bataille de Sedan en 1870, il organise, avec Charles Dupret, échevin de Charleroi et médecin, les soins prodigués par la ville de Charleroi aux blessés français. En remerciement, une statue en marbre de la « Reconnaissance Française » due au sculpteur Jules Lagae a été érigée au centre du cimetière de Charleroi-Nord en 1902.
Plusieurs drames familiaux viennent le frapper: son épouse décède à 44 ans ainsi que trois de ses enfants de 1866 à 1871. A 60 ans, il décide de réduire ses activités pour des raisons de santé. Il démissionne de son poste de bourgmestre en avril 1873,. En 1874, il quitte le sénat pour se concentrer sur ses activités industrielles.
Dans le privé, il fait l’acquisition du château de Plomcot à Fleurus (en 1863), propriété qu'il lègue à sa fille Flore et à son gendre Émile Balisaux et du château d'Ormesson à Enghien-les-Bains (dans le Val d'Oise).
C’est dans son château à Enghien-les-Bains qu’il décède le 11 août 1882. Un mausolée à sa mémoire et à celle de sa famille se trouve au cimetière de Charleroi Nord. Pendant 25 ans, il aura été un des grands acteurs de la vie publique et industrielle de la région de Charleroi, promouvant le « Pays noir » au niveau national et contribuant ainsi à son exceptionnel développement économique.

## Hommages et distinction
Jacques Bertrand, chansonnier lui a dédié l'hymne de Charleroi.
La « Rue Lebeau » à Charleroi Ville-Haute perpétue sa mémoire,.
La distinction suivante lui a été attribuée par le roi Léopold II :
- Officier de l'ordre de Léopold (Belgique)[19],[20],[21].